# Ok'Oxton
Ok'Oxton es una localidad del municipio de Larráinzar ubicado en la región de Los Altos del estado mexicano de Chiapas.

## Geografía
La localidad de Ok'Oxton se sitúa en las coordenadas geográficas 16°54′39″N 92°48′14″O / 16.9108300, -92.8038900, a una elevación de 1,940 metros sobre el nivel del mar.

## Demografía
Según el Censo de Población y Vivienda 2020, efectuado por el Instituto Nacional de Estadística y Geografía, la localidad de Ok'Oxton tiene 250 habitantes, de los cuales 128 son del sexo masculino y 122 del sexo femenino. Su tasa de fecundidad es de 2.88 hijos por mujer y tiene 48 viviendas particulares habitadas.
| Gráfica de evolución demográfica de Ok'Oxton entre 2010 y 2020 |
|                                                                |
| INEGI.                                                         |